# Martim Branco (Almaceda)
Martim Branco é uma aldeia portuguesa pertencente à freguesia de Almaceda, no concelho e distrito de Castelo Branco, com 27 habitantes (2011) . 
Está localizada a 11 km da sua sede de freguesia e a 26 km da sede do concelho.
A aldeia está incluída na Rede das Aldeias do Xisto.

## População
| 2001 | 2011 |
| 38   | 27   |

## História
Aldeia antiga perto das margens da ribeira de Almaceda, que esteve anos a ver a população desaparecer drasticamente, até que o interesse pelo xisto a despertou dessa dormência, e a dinâmica provocada pelo projecto da Rede das Aldeias do Xisto motivou o aparecimento de várias estruturas na localidade, começando a ser reabilitadas algumas casas. 
Esta aldeia foi uma das últimas contempladas com uma Loja Aldeias do Xisto, um espaço onde são vendidos produtos que saem das mãos de artesãos das várias aldeias que integram a rede, a loja ocupa parte do rés-do-chão de uma casa de xisto com dois andares. Surgiu também um alojamento de Turismo Rural chamado "Xisto Sentido". Do seu património incluem-se as típicas casas de xisto e fornos comunitários onde ainda se coze pão à maneira antiga. 

## Pontos de interesse
- Ribeira de Almaceda;
- Casa de Artes e Ofícios[3].